# Atelais
Atelais is een kevergeslacht uit de familie van de boktorren (Cerambycidae). De wetenschappelijke naam van het geslacht werd voor het eerst geldig gepubliceerd in 1867 door Pascoe.

## Soorten
Atelais omvat de volgende soorten:
- Atelais carolinensis (Blair, 1940)
- Atelais illaesa Pascoe, 1867
- Atelais longicornis (Breuning, 1938)
- Atelais modesta (Pascoe, 1865)
- Atelais papuensis (Breuning, 1982)
- Atelais putida (Pascoe, 1865)
- Atelais surigaonis (Breuning, 1943)